# Sauville (Vosgos)
 Sauville  es una población y comuna francesa, en la región de Lorena, departamento de Vosgos, en el distrito de Neufchâteau y cantón de Bulgnéville.
Está integrada en la Communauté de communes de Bulgnéville entre Xantois et Bassigny.

## Demografía
| 255 | 240 | 240 | 229 | 193 | 198 |
| Para los censos de 1962 a 1999 la población legal corresponde a la población sin duplicidades (Fuente: INSEE [Consultar]) |     |     |     |     |     |